# Franck Dumoulin
Pour les articles homonymes, voir Dumoulin.
Franck Dumoulin, né le 13 mai 1973 à Denain, est un tireur français au pistolet 10 et 50 mètres. Champion de France à de multiples reprises, triple champion d'Europe et double champion du monde, il remporte le titre olympique sur le pistolet 10 mètres aux Jeux olympiques d'été de 2000 à Sydney.

## Biographie
Franck Dumoulin grandit à Somain dans le Nord. Pour le Noël de ses onze ans, il reçoit une carabine à plombs. Six mois plus tard, il est champion de France de la spécialité.
En 1994, Franck Dumoulin remporte le titre de champion du monde de tir au pistolet à 10 mètres. Passionné d'informatique, il n'envisage pas une longue carrière dans le tir sportif au milieu des années 1990 et s'imagine professeur de sport ou dans le billard.
En mars 1999, une erreur de manipulation avec son arme lui fait se tirer dessus à bout portant dans la main. En se rendant aux championnats de France, il a un accident de moto et se fracture le fémur et la clavicule.
Franck Dumoulin remporte la première médaille de la délégation française aux Jeux olympiques d'été de 2000. Il décroche l'or sur la compétition du 10 mètres au pistolet,. Son succès rapporte entre 3 000 et 4 000 licenciés à la Fédération française de tir. Sa prime olympique de 25 000 francs lui permet d'avoir un apport pour acheter une maison à Bordeaux.
Dumoulin est gardien de la paix. Détaché par la police nationale, il s'entraîne deux à six heures par jour et tire 20 000 à 25 000 coups par saison. Sa notoriété olympique lui permet de participer au jeu télévisé Fort Boyard en 2001 dans l'équipe d'Arnaud Poivre d'Arvor.
Aux Jeux olympiques d'été de 2004, Dumoulin arrive avec le statut et la pression du champion olympique en titre,.
Enchaînant les contre-performances en 2010 et 2011, Dumoulin surprend en remportant le titre de champion d'Europe du pistolet à 10 mètres à Brescia en Italie,.
S'il arrête sa carrière de sportif de haut niveau en 2013 après sa sixième participation olympique, Dumoulin reste un sportif compétitif et remporte des titres de champion de France en 2016 et 2017,. 
Depuis 2014, il travaille comme formateur à la direction interrégionale au recrutement et à la formation de la police nationale du sud-ouest.

## Palmarès
Jeux olympiques
- Médaille d'or de Tir au pistolet 10 mètres aux Jeux olympiques d'été de 2000 à Sydney, Australie.

Championnats du monde de tir
- Médaille d'or au pistolet 10 mètres aux Championnats du monde de tir 1994 à Milan, Italie.
- Médaille de bronze au pistolet 50 mètres aux Championnats du monde de tir 1994 à Milan, Italie.
- Médaille d'or au pistolet 50 mètres aux Championnats du monde de tir 1998 à Barcelone, Espagne.
- Médaille de bronze au pistolet 10 mètres aux Championnats du monde de tir 2002 à Lahti, Finlande.

Championnats d'Europe de tir (depuis 2001)
- Médaille d'argent au pistolet 10 mètres aux Championnats d'Europe de tir de 2002 à Thessalonique, Grèce.
- Médaille de bronze au pistolet 10 mètres aux Championnats d'Europe de tir de 2005 à Tallinn, Estonie.
- Médaille d'or au pistolet 10 mètres par équipe (avec Walter Lapeyre et Manuel Alexandre-Augrand) aux Championnats d'Europe de tir de 2006 à Moscou, Russie.
- Médaille d'argent au pistolet 10 mètres par équipe (avec Walter Lapeyre et Manuel Alexandre-Augrand) aux Championnats d'Europe de tir de 2007 à Deauville, France.
- Médaille d'or au pistolet Standard 25 mètres aux Championnats d'Europe de tir de 2007 à Grenade, Espagne.
- Médaille d'or au pistolet 10 mètres aux Championnats d'Europe de tir de 2011 à Brescia, Italie.

Coupe du monde de tir (depuis 1996)
- Médaille d'argent au pistolet 10 mètres à la Coupe du monde de Belgrade 2010
- Médaille d'or au pistolet 10 mètres à la Coupe du monde de Pékin 2008
- 8 fois vainqueur au pistolet 10 mètres dont 1 victoire en finale de coupe du monde en 2001 à Munich en Allemagne
- 5 victoires au pistolet 50 mètres dont 1 victoire en finale de coupe du monde en 2000 à Munich en Allemagne

Jeux méditerranéens
- Médaille de bronze au pistolet 10 mètres (Pescara en 2009) (il est également le porte-drapeau de la délégation française lors de ces Jeux)

Championnats de France
- Champion de France du pistolet à 10 mètres en 1997, 1998, 1999, 2000, 2002, 2003, 2016 et 2017.

## Records personnels
- Pistolet 10 mètres : 693,5 pts (2003, record de France après finale)
- Pistolet 10 mètres : 592/600 pts (2002, record de France)
- Pistolet 10 mètres : 591/600 pts (1998, record de France)
- Pistolet 50 mètres : 577/600 pts (1998, record de France)